# Cải bắp cuốn

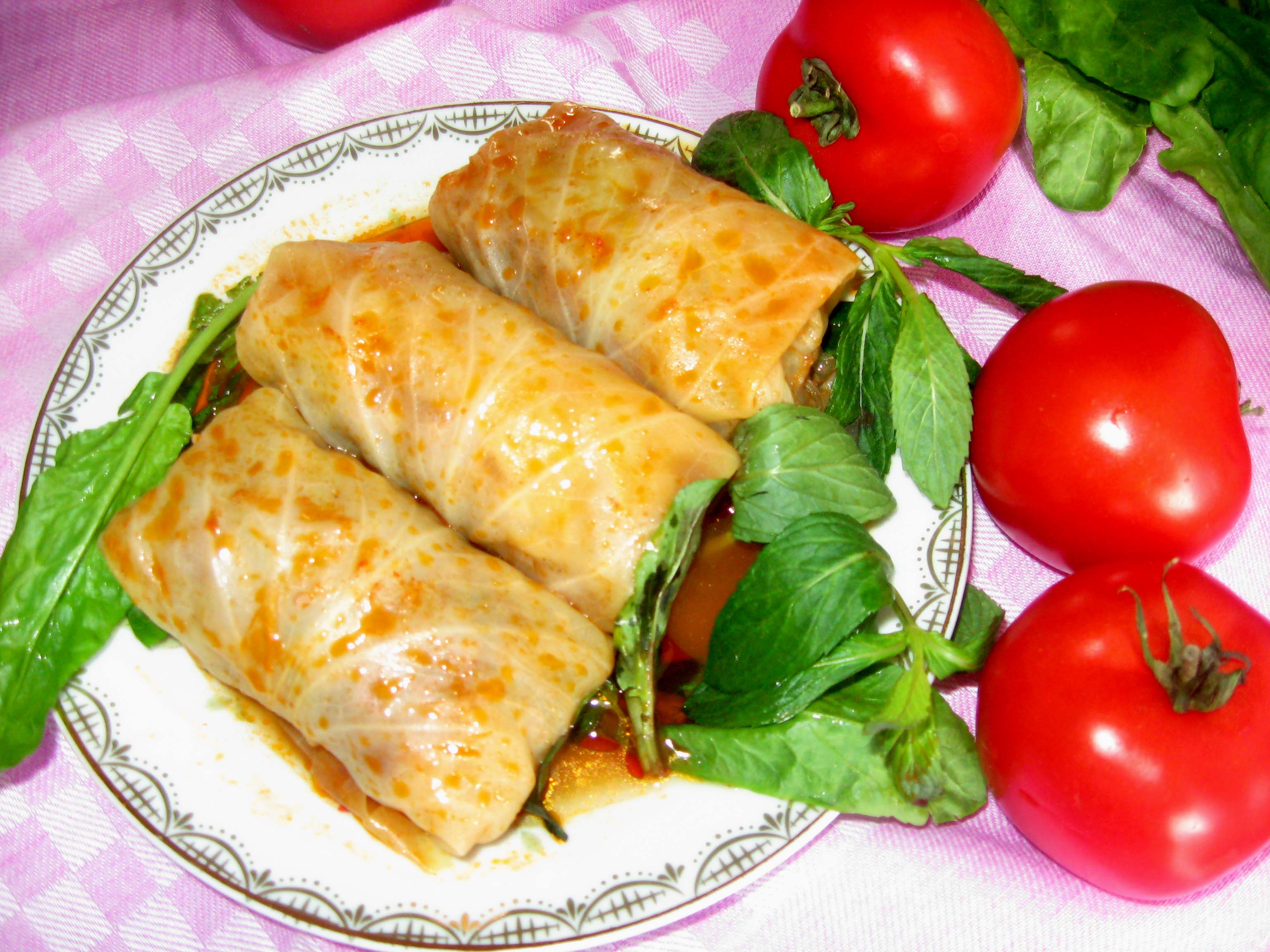
Một món bắp cải cuốn

Cải bắp cuốn là một món ăn bao gồm bắp cải nấu chín lá quấn quanh một số loại nhân. Nó là món ăn phổ biến với các món ăn dân tộc ở Balkan và các khu vực của châu Âu và Trung Đông cũng như Phần Lan và Thụy Điển.
Tại châu Âu, nhân để cuốn theo truyền thống là thịt, thường là thịt bò, thịt cừu, hoặc thịt lợn và được ướp với tỏi, hành tây và gia vị. Ngũ cốc như gạo và lúa mạch, trứng, nấm, và các loại rau thường cũng được làm nhân. Lá cải bắp ngâm thường được sử dụng làm lớp vỏ cuốn, đặc biệt là ở Đông Nam Âu. Ở châu Á, nấm hải sản, đậu phụ và nấm hương (shiitake) cũng có thể được sử dụng và bắp cải Trung Quốc thường được sử dụng làm vỏ cuốn.
Lá bắp cải nhồi với nhồi nhân sau đó được nướng, nấu hoặc hấp trong một nồi được kín và thường ăn nóng, thường đi kèm với sốt. Nước sốt rất khác nhau của các món ăn. Luôn luôn ở Thụy Điển và đôi khi ở Phần Lan, món cuốn cải bắp được ăn với mứt việt quất, có vị ngọt và chua. Ở Đông Âu, nước sốt cà chua hoặc kem chua không là điển hình. Tại Liban, nó là một món phổ biến, cải bắp nhồi với cơm và thịt băm nhỏ và chỉ có cuộn nhỏ bằng điếu xì gà. Nó thường được ăn với sữa chua và một loại dấm dầu ôliu và chanh ướp với tỏi và bạc hà khô.